# Telemofila samosirensis
Telemofila samosirensis is een spinnensoort in de taxonomische indeling van de Telemidae.
Het dier behoort tot het geslacht Telemofila. De wetenschappelijke naam van de soort werd voor het eerst geldig gepubliceerd in 1995 door Jörg Wunderlich.